# Yeşilköy, Perşembe
Yeşilköy là một xã thuộc huyện Perşembe, tỉnh Ordu, Thổ Nhĩ Kỳ. Dân số thời điểm năm 2010 là 247 người.